# Споменик природе Бјелушка потајница
Споменик природе Бјелушка потајница је крашки извор интермитентног типа (са прекидима у истицању воде), који се налази на месту званом Луке, у селу Бјелуша, на територији општине Ариље. Овај интерминентни крашки извор представља други крашки извор овог типа у Србији.
Извор је стављен је под заштиту државе као споменик природе, површине 245,17ha. Сврстан је у III категорију заштите, као значајно природно добро, а о њему се стара Општинска управа општине Ариље. Извор је први пут стављен под заштиту 1964. године, као природни споменик геоморфолошког карактера. Скупштина општине Ариље је 6. октобра 2006. године донела Одлуку о заштити споменика природе Бјелушка потајница, број 01 број 501-15/06.